# Pálffyho palác (Hviezdoslavovo náměstí)
Pálffyho palác je městský palác a Národní kulturní památka Slovenské republiky vedená pod identifikačním číslem 101-37 / 1, která se nachází na Hviezdoslavově náměstí v Bratislavě v městské části Staré Město pod číslem 18.

## Charakteristika
Palác byl postaven v letech 1884–1885 v novobarokním slohu a sloužil hraběti Janu Pálffymu, který byl jedním z nejbohatších mužů v Uhersku, milovníkem umění a vášnivým sběratelem výtvarných děl a uměleckých předmětů. Své bratislavské přepychové sídlo si nechal vybudovat v zadní části Pálffyho paláce obráceného do Panské ulice (identifikační číslo NKP 101-37 / 2). Autorem projektu byl bratislavský rodák Viktor Rumpelmayer.
Dnes v tomto městském paláci sídlí Vysoká škola výtvarných umění.